# Аргайл (Міссурі)
Аргайл (англ. Argyle) — селище (англ. village) в США, в округах Осейдж і Меріс штату Міссурі. Населення — 144 особи (2020).

## Географія
Аргайл розташований за координатами 38°17′43″ пн. ш. 92°1′32″ зх. д. / 38.29528° пн. ш. 92.02556° зх. д. (38.295386, -92.025533).  За даними Бюро перепису населення США в 2010 році селище мало площу 1,04 км², уся площа — суходіл.

## Демографія
Згідно з переписом 2010 року, у місті мешкали 162 особи в 75 домогосподарствах у складі 42 родин. Густота населення становила 155 осіб/км².  Було 81 помешкання (78/км²).
Расовий склад населення:
| - 100,0 % — білих |

До двох чи більше рас належало 0,0 %. Частка іспаномовних становила 0,6 % від усіх жителів.
За віковим діапазоном населення розподілялося таким чином: 22,2 % — особи молодші 18 років, 52,5 % — особи у віці 18—64 років, 25,3 % — особи у віці 65 років та старші. Медіана віку мешканця становила 42,0 року. На 100 осіб жіночої статі у місті припадало 97,6 чоловіків;  на 100 жінок у віці від 18 років та старших — 96,9 чоловіків також старших 18 років.
Середній дохід на одне домашнє господарство  становив 49 858 доларів США (медіана — 48 125), а середній дохід на одну сім'ю — 59 147 доларів (медіана — 54 583). Медіана доходів становила 33 125 доларів для чоловіків та 28 750 доларів для жінок. За межею бідності перебувало 6,1 % осіб, у тому числі 5,6 % дітей у віці до 18 років та 0,0 % осіб у віці 65 років та старших.
Цивільне працевлаштоване населення становило 88 осіб. Основні галузі зайнятості: виробництво — 25,0 %, публічна адміністрація — 14,8 %, роздрібна торгівля — 13,6 %, освіта, охорона здоров'я та соціальна допомога — 13,6 %.